# 응고지주

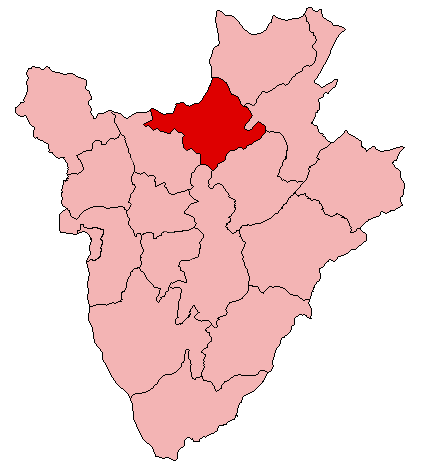
응고지 주의 위치

응고지주(Ngozi)는 부룬디 북부에 위치한 주로, 주도는 응고지이며 면적은 1,474km2, 인구는 601,382명(1999년 기준)이다. 북서쪽으로는 르완다 동부 주, 북동쪽으로는 키룬도 주, 동쪽으로는 무잉가 주, 남동쪽으로는 카루지 주, 남쪽으로는 기테가 주, 남서쪽으로는 카얀자 주와 접하며 9개 코뮌(부시가, 가시칸와, 키렘바, 마랑가라, 음움바, 응고지, 냐무렌자, 루호로로, 탕가라)을 관할한다.